# All That Counts Is Love
All That Counts Is Love è una canzone incisa dalla rock band inglese Status Quo, pubblicata come singolo nel novembre del 2005.

## La canzone
Connotato da dolci melodie ed un testo ottimista e delicato, anche questo pezzo viene scritto per gli Status Quo dall'amico John David, bassista della Dave Edmunds' Band.
Secondo singolo estratto dall'album The Party Ain't Over Yet, il brano va al n. 29 delle classifiche inglesi.

## Tracce

### versione 1
1. All That Counts Is Love - 3:41 - (David)
2. Bellavista Man (Live) - 4:21 - (Parfitt/Edwards)
3. The Party Ain't Over Yet (Live) - 3:51 - (David)

### versione 2
1. All That Counts Is Love - 3:41 - (David)
2. Ain't Ready - 4:34 - (Rossi/Young)

## Formazione
- Francis Rossi (chitarra solista, voce)
- Rick Parfitt (chitarra ritmica, voce)
- Andy Bown (tastiere, chitarra, armonica, cori)
- John 'Rhino' Edwards (basso, voce)
- Matt Letley (percussioni)